# Coupe de France de football 2007-2008
 (juillet 2018).
Navigation
Coupe de France 2006-2007 Coupe de France 2008-2009
La Coupe de France de football 2007-2008 est la 91e édition de la Coupe de France, une compétition à élimination directe mettant aux prises des clubs de football amateurs et professionnels à travers la France. Elle est organisée par la Fédération française de football (FFF) et ses ligues régionales. Ce sont 6 734 clubs qui participent à la compétition, laquelle se déroule d'août 2007 à mai 2008. La compétition à élimination directe met aux prises 6 734 clubs amateurs et professionnels à travers la France. 
Le Football Club Sochaux-Montbéliard, club de Ligue  1, est le tenant du titre. La coupe est remportée par l'Olympique lyonnais qui s'impose en finale 1-0 après prolongation face au Paris Saint-Germain FC et réalise par la même occasion son premier doublé Coupe-Championnat.

## Déroulement de la compétition
Le système est le même que celui utilisé les années précédentes.

## Résultats

### Septième tour
Le tirage au sort se déroule le jeudi 8 novembre 2007. Les matchs du septième tour sont organisés les 24 et 25 novembre 2007. 
Les 20 équipes de Ligue  2 font leur entrée en lice dans la compétition, et se qualifient toutes pour le tour suivant.
| Match | Niveau     | Club                         | Score         | Club                           | Niveau     |
| ----- | ---------- | ---------------------------- | ------------- | ------------------------------ | ---------- |
| 1     | Tahiti     | AS Tefana                    | 1-3 (ap)      | US Lesquin                     | CFA        |
| 2     | District   | Obermodern                   | 1-1 (1-3 tab) | US Reipertswiller              | DH         |
| 3     | PH         | US Camon                     | 2-4           | Le Havre AC                    | L2         |
| 4     | DH         | FC Vaulx-en-Velin            | 0-4           | AC Arles                       | Nat        |
| 5     | PH         | Guînes                       | 0-5           | US Quevilly                    | CFA        |
| 6     | DHR        | Montreuil                    | 0-2           | FC Mantois                     | CFA2       |
| 7     | DH         | GS Saint-Sébastien-sur-Loire | 0-1           | Vannes OC                      | Nat        |
| 8     | CFA2       | FC Dieppe                    | 3-0           | AS Lossi                       | Nv Cal.    |
| 9     | Nat        | FC Martigues                 | 0-0 (4-3 tab) | FC Sète                        | Nat        |
| 10    | CFA        | US Luzenac                   | 1-0           | Rodez AF                       | Nat        |
| 11    | CFA        | EDS Montluçon                | 2-0           | L'Étrat-La Tour                | DHR        |
| 12    | CFA2       | ES Viry-Châtillon            | 2-0 (ap)      | US Changéenne                  | CFA2       |
| 13    | CFA2       | Olympique Noisy-le-Sec       | 0-1           | Jeanne d'Arc de Drancy         | DH         |
| 14    | CFA2       | US Avranches                 | 3-0           | Plaintel                       | DSE*       |
| 15    | PHR        | Saint-Julien-en-Genevois     | 1-1 (4-3 tab) | AS Bron-Grand Lyon             | DHR        |
| 16    | L2         | Dijon FCO                    | 1-0 (ap)      | Jura Sud Foot                  | CFA        |
| 17    | L2         | Grenoble Foot                | 1-0           | FC Bourg-Perronas              | CFA2       |
| 18    | CFA2       | Voltigeurs de Châteaubriant  | 1-3 (ap)      | Stade Brestois                 | L2         |
| 19    | DHR        | FC Chamalières               | 0-5           | Clermont Foot                  | L2         |
| 20    | L2         | US Boulogne                  | 1-0           | Le Touquet AC                  | DHR        |
| 21    | Nat        | Calais RUFC                  | 2-0           | AS Berck                       | PHR        |
| 22    | CFA2       | US Ivry                      | 2-1           | AS Moulins                     | CFA        |
| 23    | CFA        | SAS Épinal                   | 2-1           | ES Thaon                       | CFA2       |
| 24    | DH         | Montbard Venarey             | 0-4           | Besançon RC                    | CFA        |
| 25    | CFA        | ES Fréjus                    | 3-0           | SO Pont-de-Chéruy              | DHR        |
| 26    | CFA        | Cercle athlétique bastiais   | 1-1 (2-4 tab) | CSC Cayenne                    | Guyane     |
| 27    | CFA2       | Saint-Colomban Locminé       | 0-1           | GSI Pontivy                    | CFA2       |
| 28    | CFA2       | US Montagnarde               | 2-0           | US La Baule                    | DH         |
| 29    | CFA2       | Bergerac Foot                | 0-3           | FC Mérignac                    | DH         |
| 30    | PH         | Guesnain                     | 1-1 (4-3 tab) | Arras Football                 | CFA2       |
| 31    | DH         | FC Rhône Vallées             | 1-2           | FC Annecy                      | DH         |
| 32    | DHR        | AS Brest                     | 0-7           | AS Cherbourg                   | Nat        |
| 33    | Guadeloupe | CS Le Moule                  | 0-0 (4-2 tab) | Pacy VEF                       | CFA        |
| 34    | CFA        | AFC Compiègne                | 0-1           | ASBO Beauvais                  | Nat        |
| 35    | Nat        | SO Romorantin                | 3-2           | SO Châtellerault               | CFA        |
| 36    | CFA        | Les Genêts d'Anglet          | 1-1 (3-2 tab) | Stade bordelais                | CFA2       |
| 37    | DH         | RCS La Chapelle              | 0-3           | Vesoul HSF                     | CFA        |
| 38    | CFA2       | Stade Quimpérois             | 1-0           | US Montgermont                 | DH         |
| 39    | DSR        | Quimperlé                    | 1-3           | SJA Poiré-sur-Vie              | CFA2       |
| 40    | DH         | Stade Poitevin               | 2-0           | Le Mée                         | DH         |
| 41    | L2         | SCO Angers                   | 1-0           | US Orléans                     | CFA        |
| 42    | L2         | EA Guingamp                  | 1-0           | AS Vitré                       | CFA        |
| 43    | L2         | FC Libourne-Saint-Seurin     | 2-1           | Aurillac FCA                   | CFA        |
| 44    | CFA        | Angoulême CFC                | 0-1           | Montpellier HSC                | L2         |
| 45    | CFA2       | Thouars Foot 79              | 1-1 (5-6 tab) | LB Châteauroux                 | L2         |
| 46    | DHR        | FC Périgny                   | 0-7           | Chamois niortais FC            | L2         |
| 47    | PH         | CO Avallon                   | 0-5           | FC Gueugnon                    | L2         |
| 48    | Nat        | Nîmes Olympique              | 0-1           | Croix de Savoie                | CFA        |
| 49    | CFA        | GFCO Ajaccio                 | 3-0           | Racing Club Vichy              | DH         |
| 50    | CFA2       | Blagnac FC                   | 3-0           | Royan-Vaux                     | DHR        |
| 51    | CFA2       | USJA Carquefou               | 3-1           | Ploërmel FC                    | DSE*       |
| 52    | DH         | USSA Vertou                  | 0-2           | FC Nantes                      | L2         |
| 53    | CFA2       | Pierrots Vauban Strasbourg   | 1-3           | Stade de Reims                 | L2         |
| 54    | DH         | FC Saint-Louis Neuweg        | 1-4           | Paris FC                       | Nat        |
| 55    | DH         | FC Chaumont                  | 0-1 (ap)      | US Créteil-Lusitanos           | Nat        |
| 56    | District   | SA Izieux-Saint-Chamond      | 1-2 (ap)      | US Marignane                   | CFA        |
| 57    | DH         | FC Toul                      | 3-1 (ap)      | AS Illzach Modenheim           | CFA2       |
| 58    | DHR        | Vandœuvre                    | 1-3           | Jarville JF                    | CFA2       |
| 59    | DH         | Prix-lès-Mézières            | 2-3 (ap)      | US Maubeuge                    | DH         |
| 60    | DHR        | Cormontreuil                 | 1-2 (ap)      | Ren. Sp. Magny                 | DHR        |
| 61    | District   | Chavanay                     | 4-1 (ap)      | Aigues-Mortes                  | DHR        |
| 62    | District   | AS Portugais Sélestat        | 0-1           | Migennes                       | PH         |
| 63    | CFA2       | Thiers SA                    | 1-2           | SC Bastia                      | L2         |
| 64    | DH         | SC Douai                     | 1-2           | CS Sedan-Ardennes              | L2         |
| 65    | DH         | Pointe Courte AC Sète        | 0-1           | AC Ajaccio                     | L2         |
| 66    | DHR        | Raismes-Vicoigne             | 0-7           | Amiens SC                      | L2         |
| 67    | CFA        | S.O Cassis Carnoux           | 2-2 (2-4 tab) | AS Lyon Duchère                | CFA2       |
| 68    | DHR        | Colombes                     | 2-6 (ap)      | FC Rouen                       | CFA        |
| 69    | DSR        | US Villenave                 | 0-3           | Toulouse Rodéo FC              | CFA2       |
| 70    | DSR        | Orvault                      | 0-0 (3-4 tab) | Les Herbiers VF                | CFA2       |
| 71    | PH         | Haut-Adour                   | 0-1           | US Colomiers                   | CFA2       |
| 72    | DH         | USM Saran                    | 3-0           | AS Évry                        | DH         |
| 73    | DH         | SC Avion                     | 2-1           | US Fleury-Mérogis              | DH         |
| 74    | DH         | US Saint-Malo                | 0-2           | Pointe-de-la-Hague             | DH         |
| 75    | DH         | Courseulles-sur-Mer          | 1-1 (4-5 tab) | US Saint-Omer                  | DH         |
| 76    | DH         | JS Coulaines                 | 7-1           | Saint-Saturnin                 | DSR        |
| 77    | DSR        | Rostrenen                    | 0-2           | Servel Lannion                 | DSR        |
| 78    | DHR        | Marcq-en-Barœuil             | 1-0           | US Guise                       | PH         |
| 79    | PH         | Escaudœuvres                 | 1-0           | Fresnoy-le-Grand               | District   |
| 80    | DH         | Stade lamballais             | 0-6           | Stade lavallois                | Nat        |
| 81    | CFA        | TVEC Les Sables-d'Olonne     | 0-1           | La Samaritaine de Sainte-Marie | Martinique |
| 82    | DH         | US Forbach                   | 0-1           | ES Troyes AC                   | L2         |
| 83    | CFA        | US Raon                      | 1-0           | Metz APM                       | DHR        |
| 84    | Nat        | Tours FC                     | 7-1           | Foudre 2000                    | Mayotte    |
| 85    | La Réunion | US Sainte-Marie              | 0-1           | FC Mulhouse                    | CFA        |
| 86    | CFA2       | US Roye                      | 3-0           | US Vermelles                   | DHR        |
| 87    | CFA2       | Sporting club selongéen      | 3-0 (ap)      | CA Pontarlier                  | CFA2       |
| 88    | CFA2       | FC Villefranche Beaujolais   | 0-1           | FC Feurs                       | DH         |

* DSE : Division Supérieure d'Élite

### Huitième tour
Le tirage au sort du huitième tour s'est déroulé le 29 novembre 2007. Les matchs se sont joués les 15 et 16 décembre 2007.
Cinq clubs de Ligue  2 sont éliminés lors du huitième tour : Ajaccio, Châteauroux, Grenoble, Libourne-Saint-Seurin et Clermont.
La plus grosse surprise est venue de l'US Marignane (CFA, 4e division) qui a éliminé l'AC Ajaccio (Ligue  2) aux Tirs au but. 
| Match | Niveau     | Club                           | Score          | Club                     | Niveau |
| ----- | ---------- | ------------------------------ | -------------- | ------------------------ | ------ |
| 1     | PHR        | Saint-Julien-en-Genevois       | 0-1 (ap)       | ES Fréjus                | CFA    |
| 2     | L2         | Grenoble Foot                  | 1-1 (3-4 tab)  | Montpellier HSC          | L2     |
| 3     | District   | Chavanay                       | 0-1 (ap)       | US Luzenac               | CFA    |
| 4     | CFA        | GFCO Ajaccio                   | 2-0            | Toulouse Rodéo FC        | CFA    |
| 5     | CFA2       | AS Lyon Duchère                | 2-1            | FC Annecy                | DH     |
| 6     | CFA        | US Marignane                   | 0-0 (3-1 tab)  | AC Ajaccio               | L2     |
| 7     | Nat        | FC Martigues                   | 2-1            | Blagnac FC               | CFA2   |
| 8     | CFA2       | US Colomiers                   | 0-1            | SC Bastia                | L2     |
| 9     | CFA2       | SC Selongey                    | 4-1 (ap)       | FC Toul                  | DH     |
| 10    | CFA        | Croix de Savoie                | 1 -1 (2-0 tab) | Migennes                 | PH     |
| 11    | CFA        | US Raon                        | 3-0            | FC Mulhouse              | CFA    |
| 12    | L2         | Dijon FCO                      | 2-1            | Clermont Foot            | L2     |
| 13    | DHR        | Ren. Sp. Magny                 | 0-2            | FC Gueugnon              | L2     |
| 14    | DH         | US Reipertswiller              | 1-1 (2-4 tab)  | US Créteil-Lusitanos     | Nat    |
| 15    | CFA        | Besançon RC                    | 1-2            | Vesoul HSF               | CFA    |
| 16    | Nat        | Paris FC                       | 1-0            | FC Feurs                 | DH     |
| 17    | L2         | ES Troyes AC                   | 3-1            | Jarville JF              | CFA2   |
| 18    | DH         | USM Saran                      | 0-3            | FC Nantes                | L2     |
| 19    | DH         | Stade Poitevin FC              | 0-2            | ES Viry-Châtillon        | CFA2   |
| 20    | CFA        | EDS Montluçon                  | 1-0            | US Ivry                  | CFA2   |
| 21    | Nat        | SO Romorantin                  | 1-0            | FC Libourne-Saint-Seurin | L2     |
| 22    | CFA        | Les Herbiers VF                | 0-1            | Tours FC                 | Nat    |
| 23    | CFA2       | USJA Carquefou                 | 3-2 (ap)       | Les Genêts d'Anglet      | CFA    |
| 24    | L2         | Chamois niortais FC            | 1-0            | LB Châteauroux           | L2     |
| 25    | CFA2       | SGA Poiré-sur-Vie              | 5-0            | FC Mérignac              | DH     |
| 26    | PH         | Guesnain                       | 1-1 (3-4 tab)  | US Maubeuge              | DH     |
| 27    | PH         | Escaudœuvres                   | 1-4 (ap)       | ASBO Beauvais            | Nat    |
| 28    | CFA        | US Lesquin                     | 0-2            | SC Avion                 | DH     |
| 29    | L2         | Amiens SC                      | 0-0 (3-1 tab)  | FC Mantois               | CFA2   |
| 30    | DH         | US Saint-Omer                  | 2-1            | US Roye                  | CFA    |
| 31    | L2         | Stade de Reims                 | 4-1            | Calais RUFC              | Nat    |
| 32    | CFA2       | FC Dieppe                      | 0-0 (4-5 tab)  | US Boulogne              | L2     |
| 33    | DHR        | Marcq-en-Barœuil               | 2-3            | CS Sedan-Ardennes        | L2     |
| 34    | CFA2       | GSI Pontivy                    | 1-2 (ap)       | Le Havre AC              | L2     |
| 35    | Nat        | Vannes OC                      | 1-0 (ap)       | AS Cherbourg             | Nat    |
| 36    | CFA2       | US Avranches                   | 2-1            | US Montagnarde           | CFA2   |
| 37    | DSR        | Lannion                        | 0-1            | US Quevilly              | CFA    |
| 38    | DH         | Jeanne d'Arc de Drancy         | 0-1 (ap)       | EA Guingamp              | L2     |
| 39    | CFA        | FC Rouen                       | 2-0            | Stade lavallois          | Nat    |
| 40    | DH         | JS Coulaines                   | 3-1 (ap)       | Pointe-de-la-Hague       | DH     |
| 41    | CFA        | Stade Quimpérois               | 1-2            | Stade Brestois           | L2     |
| 42    | Guyane     | CSC Cayenne                    | 1-3            | SAS Épinal               | CFA    |
| 43    | Martinique | La Samaritaine de Sainte-Marie | 1-2 (ap)       | AC Arles                 | Nat    |
| 44    | Guadeloupe | CS Le Moule                    | 0-6            | SCO Angers               | L2     |

Les 44 équipes qualifiées sont rejointes par les 20 équipes de Ligue  1 pour disputer les trente-deuxièmes de finale.

### Trente-deuxièmes de finale
Les matchs des trente-deuxièmes de finale se sont joués les vendredi 4, samedi 5 et dimanche 6 janvier 2008. Les 20 équipes de Ligue  1 ont fait leur entrée en lice dans la compétition. Le seul match joué le vendredi 4 fut Lens-Niort (20h30), vingt-cinq matchs se sont joués le samedi 5, et six le dimanche 6.
En trente-deuxièmes de finale, seuls deux matchs opposent deux équipes de Ligue  1 : Auxerre-ASSE et Lorient-Valenciennes. Parmi les clubs de l'élite, Lens, Caen, Saint-Étienne, Valenciennes et Toulouse furent éliminés. Les plus grosses surprises sont venues de Carquefou (CFA2, 5e division) qui a sorti Gueugnon, club de Ligue  2, et du Paris FC (National) qui a battu Toulouse au Stadium.
| Équipe à domicile          | Score | Équipe à l'extérieur        |        |
| -------------------------- | ----- | --------------------------- | ------ |
| RC Lens (L1)               | 0 - 1 | Chamois niortais FC (L2)    |        |
| Gazélec Ajaccio (CFA)      | 1 - 0 | ES Fréjus (CFA)             |        |
| US Marignane (CFA)         | 1 - 1 | AC Arles (Nat)              | 2-3 ** |
| Croix de Savoie (CFA)      | 1 - 1 | US Raon (CFA)               | 6-5 ** |
| SC Selongey (CFA 2)        | 2 - 3 | Le Mans UC (L1)             | *      |
| ES Viry-Châtillon (CFA 2)  | 2 - 5 | SC Bastia (L2)              |        |
| US Avranches (CFA 2)       | 0 - 2 | Dijon FCO (L2)              |        |
| Montpellier HSC (L2)       | 1 - 0 | ES Troyes AC (L2)           |        |
| SJA Poiré-sur-Vie (CFA 2)  | 4 - 1 | JS Coulaines (DH)           |        |
| Vesoul HSF (CFA)           | 1 - 6 | FC Metz (L1)                |        |
| US Saint-Omer (DH)         | 0 - 3 | Tours FC (Nat)              |        |
| AS Lyon Duchère (CFA 2)    | 3 - 2 | US Luzenac (CFA)            |        |
| AS Beauvais (Nat)          | 0 - 2 | Olympique de Marseille (L1) |        |
| EDS Montluçon (CFA)        | 0 - 3 | FC Nantes (L2)              |        |
| USJA Carquefou (CFA 2)     | 1 - 0 | FC Gueugnon (L2)            |        |
| SO Romorantin (Nat)        | 1 - 2 | US Boulogne (L2)            |        |
| SCO Angers (L2)            | 2 - 0 | Vannes OC (Nat)             |        |
| Amiens SC (L2)             | 2 - 1 | EA Guingamp (L2)            |        |
| CS Sedan-Ardennes (L2)     | 3 - 2 | SM Caen (L1)                |        |
| OGC Nice (L1)              | 2 - 1 | Le Havre AC (L2)            | *      |
| SAS Épinal (CFA)           | 0 - 2 | Paris SG (L1)               |        |
| AS Nancy-Lorraine (L1)     | 2 - 1 | Stade de Reims (L2)         |        |
| AJ Auxerre (L1)            | 3 - 2 | AS Saint-Étienne (L1)       | *      |
| FC Lorient (L1)            | 2 - 1 | Valenciennes FC (L1)        |        |
| US Quevilly (CFA)          | 1 - 3 | Girondins de Bordeaux (L1)  |        |
| FC Rouen (CFA)             | 0 - 0 | RC Strasbourg (L1)          | 4-5 ** |
| US Maubeuge (DH)           | 0 - 2 | FC Sochaux-Montbéliard (L1) |        |
| Toulouse FC (L1)           | 1 - 2 | Paris FC (Nat)              |        |
| FC Martigues (Nat)         | 0 - 3 | Stade rennais (L1)          |        |
| SC Avion (DH)              | 0 - 3 | Lille OSC (L1)              |        |
| US Créteil-Lusitanos (Nat) | 0 - 4 | Olympique lyonnais (L1)     |        |
| Stade Brestois (L2)        | 1 - 3 | AS Monaco (L1)              | *      |

 *  - après prolongation
 ** - aux tirs au but
Bilan des trente-deuxièmes de finale
- 5 équipes de L1 éliminées (15 restantes) : Lens, Caen, Saint-Étienne, Valenciennes et Toulouse.
- 6 équipes de L2 éliminées (9 restantes): Troyes, Gueugnon, Guingamp, Le Havre, Reims et Brest.
- 5 équipes de National éliminées (3 restantes) : Beauvais, Romorantin, Vannes, Martigues et Créteil.
- 9 équipes de CFA éliminées (2 restantes) : Fréjus, Marignane, Raon-l'Étape, Vesoul, Montluçon, Épinal, Quevilly, Luzenac et Rouen.
- 3 équipes de CFA2 éliminées (3 restantes) : Selongey, Viry-Châtillon et Avranches.
- 4 équipes de DH éliminées (0 restantes) : Coulaines, Saint-Omer; Maubeuge et Avion.

### Seizièmes de finale
Les matches des seizièmes de finale sont programmés les vendredi 1er, samedi 2 et dimanche 3 février 2008. Deux matchs se sont joués le vendredi, onze matchs le samedi, et trois le dimanche.
En seizièmes de finale, quatre matchs opposent deux équipes de Ligue  1 : Strasbourg-Metz, Bordeaux-Le Mans, Lorient-Rennes et Marseille-Monaco. Les plus grosses surprises sont venues de Angers et Bastia, pensionnaires de Ligue  2 qui ont respectivement éliminé Nice et Auxerre, clubs de L1, mais surtout de Carquefou (CFA2, 5e division), qui sort Nancy (Ligue  1) après prolongation.
| Équipe à domicile           | Score | Équipe à l'extérieur     |        |
| --------------------------- | ----- | ------------------------ | ------ |
| US Boulogne (L2)            | 1 - 2 | Tours FC (Nat)           | *      |
| RC Strasbourg (L1)          | 0 - 3 | FC Metz (L1)             |        |
| AC Arles (Nat)              | 0 - 0 | Chamois niortais FC (L2) | 9-8 ** |
| AS Lyon Duchère (CFA 2)     | 0 - 1 | Lille OSC (L1)           |        |
| CS Sedan-Ardennes (L2)      | 0 - 0 | FC Nantes (L2)           | 4-2 ** |
| FC Sochaux-Montbéliard (L1) | 1 - 1 | Montpellier HSC (L2)     | 4-3 ** |
| SJA Poiré-sur-Vie (CFA 2)   | 1 - 3 | Paris SG (L1)            |        |
| Paris FC (Nat)              | 0 - 0 | Dijon FCO (L2)           | 5-6 ** |
| Amiens SC (L2)              | 1 - 0 | Gazélec Ajaccio (CFA)    |        |
| SCO Angers (L2)             | 3 - 1 | OGC Nice (L1)            |        |
| SC Bastia (L2)              | 3 - 0 | AJ Auxerre (L1)          |        |
| FC Lorient (L1)             | 0 - 0 | Stade rennais (L1)       | 3-1 ** |
| Girondins de Bordeaux (L1)  | 1 - 0 | Le Mans UC (L1)          |        |
| USJA Carquefou (CFA 2)      | 2 - 1 | AS Nancy-Lorraine (L1)   | *      |
| Croix de Savoie (CFA)       | 0 - 1 | Olympique lyonnais (L1)  |        |
| Olympique de Marseille (L1) | 3 - 1 | AS Monaco (L1)           |        |

 *  - après prolongation
 ** - aux tirs au but
Bilan des seizième de finale
- 7 équipes de L1 éliminées (8 restantes) : Strasbourg, Nice, Auxerre, Rennes, Le Mans, Nancy et Monaco.
- 4 équipes de L2 éliminées (5 restantes) : Boulogne, Niort, Nantes et Montpellier.
- 1 équipe de National éliminée (2 restantes) : Paris FC.
- 2 équipes de CFA éliminées (0 restante) : Gazélec Ajaccio et Croix de Savoie.
- 2 équipes de CFA2 éliminées (1 restante) : Lyon la Duchère et Poirée sur Vie.

### Huitièmes de finale
Les matchs des huitièmes de finale sont programmés les mardi 18 et mercredi 19 mars 2008.
En huitièmes de finale, trois matchs opposent deux équipes de Ligue  1 : Bordeaux-Lille, Lyon-Sochaux et Lorient-Metz.
La plus grosse surprise est, une nouvelle fois, venue de Carquefou, club de cinquième division, qui créa un immense exploit en éliminant l'Olympique de Marseille (L1).
L'Olympique lyonnais a quant à lui éliminé le tenant du titre : le FC Sochaux-Montbéliard.
| Équipe à domicile          | Score | Équipe à l'extérieur        |        |
| -------------------------- | ----- | --------------------------- | ------ |
| Paris SG (L1)              | 2 - 1 | SC Bastia (L2)              |        |
| CS Sedan-Ardennes (L2)     | 2 - 0 | SCO Angers (L2)             |        |
| Dijon FCO (L2)             | 3 - 1 | Tours FC (Nat)              |        |
| Olympique lyonnais (L1)    | 2 - 1 | FC Sochaux-Montbéliard (L1) |        |
| Girondins de Bordeaux (L1) | 2 - 0 | Lille OSC (L1)              | *      |
| Amiens SC (L2)             | 1 - 1 | AC Arles (Nat)              | 4-2 ** |
| FC Lorient (L1)            | 0 - 1 | FC Metz (L1)                |        |
| USJA Carquefou (CFA 2)     | 1 - 0 | Olympique de Marseille (L1) |        |

 *  - après prolongation
 ** - aux tirs au but
Bilan des huitièmes de finale
- 4  équipes de L1 éliminées (4 restantes) : Sochaux, Lille, Lorient et Marseille.
- 2  équipes de L2 éliminées (3 restantes) : Bastia et Angers.
- 2  équipes de National éliminées (0 restante) : Tours et Arles.
- 0 équipe de CFA2 éliminée (1 restante).

### Quarts de finale
Les matchs des quarts de finale sont programmés les mardi 15 et mercredi 16 avril 2008.
En quarts de un seul match oppose deux équipes de Ligue  1 : Lyon-Metz. 
La plus grosse surprise vient de Sedan, club de Ligue  2, qui élimine Bordeaux, alors 2e de Ligue 1.
L'épopée de l'USJA Carquefou prend fin lors de ces quarts de finale, à La Beaujoire, après que le club de la banlieue nantaise a été battu par le Paris SG (1-0).
| Équipe à domicile          | Score | Équipe à l'extérieur   |        |
| -------------------------- | ----- | ---------------------- | ------ |
| Olympique lyonnais (L1)    | 1 - 0 | FC Metz (L1)           |        |
| Amiens SC (L2)             | 1 - 0 | Dijon FCO (L2)         |        |
| Girondins de Bordeaux (L1) | 0 - 0 | CS Sedan-Ardennes (L2) | 3-4 ** |
| USJA Carquefou (CFA 2)     | 0 - 1 | Paris SG (L1)          |        |

Bilan des quarts de finale
- 2  équipes de L1 éliminées (2 restantes) : Metz et Bordeaux.
- 1  équipes de L2 éliminée (2 restantes) : Dijon.
- 1 équipe de CFA2 éliminée (0 restante) : Carquefou.

### Demi-finales
Les matchs des demi-finales sont programmés les mardi 6 et mercredi 7 mai 2008.
Sans surprise, les 2 équipes figurant parmi l'élite se sont imposées face aux équipes de l'échelon inférieur.
| Équipe à domicile       | Score | Équipe à l'extérieur   |  |
| ----------------------- | ----- | ---------------------- |  |
| Amiens SC (L2)          | 0 - 1 | Paris SG (L1)          |  |
| Olympique lyonnais (L1) | 1 - 0 | CS Sedan-Ardennes (L2) |  |

Bilan des demi-finales
- 2 équipes de L2 éliminées (0 restante) : Amiens et Sedan.

### Finale
La finale est jouée le samedi 24 mai 2008, sur le terrain du Stade de France à Saint-Denis. À la 102e minute, Karim Benzema fait un centre qui est par la suite dévié par Kader Keita, mais arrive derrière lui  Sidney Govou qui met une grosse frappe croisée qui trompe Jérome Alonzo. Ce but permet à l'Olympique lyonnais de remporter la quatrième coupe de France de son histoire.
| Club (division)              | Résultat | Club (division)                  | Lieu                         | Date, heure, TV        |
| ---------------------------- | -------- | -------------------------------- | ---------------------------- | ---------------------- |
| Olympique lyonnais (Ligue 1) | 1-0ap    | Paris Saint-Germain FC (Ligue 1) | Stade de France, Saint-Denis | 24 mai, 21 h, France 2 |

| 24 mai 2008 | Lyon       | 1 - 0 | Paris Saint-Germain FC | Stade de France, Saint-Denis                                    |                                                                 |
| 21:00 CET   | Govou 102e |       |                        | Spectateurs : 79,204 Arbitrage : Philippe Kalt (Ligue d'Alsace) | Spectateurs : 79,204 Arbitrage : Philippe Kalt (Ligue d'Alsace) |
| 21:00 CET   | Rapport    |       |                        | Spectateurs : 79,204 Arbitrage : Philippe Kalt (Ligue d'Alsace) | Spectateurs : 79,204 Arbitrage : Philippe Kalt (Ligue d'Alsace) |

| Lyon | Paris SG |

| LYON :        |    |                      |        |      |
|               |    |                      |        |      |
| GB            | 1  | Grégory Coupet       |        |      |
| DD            | 20 | Anthony Réveillère   |        |      |
| DC            | 29 | Sébastien Squillaci  | Averti |      |
| DC            | 32 | Jean-Alain Boumsong  |        |      |
| DG            | 11 | Fabio Grosso         |        |      |
| MDC           | 28 | Jérémy Toulalan      | Averti |      |
| MC            | 8  | Juninho Pernambucano | 117e   |      |
| MC            | 6  | Kim Källström        | 68e    |      |
| MOG           | 14 | Sidney Govou         |        |      |
| MOD           | 10 | Karim Benzema        |        |      |
| AC            | 9  | Fred                 | 73e    |      |
| Remplaçants : |    |                      |        |      |
| D             | 2  | François Clerc       |        | 117e |
| M             | 5  | Mathieu Bodmer       |        | 68e  |
| M             | 23 | Kader Keita          |        | 73e  |
| Entraîneur :  |    |                      |        |      |
| Alain Perrin  |    |                      |        |      |

| PARIS SG :    |    |                      |        |      |
|               |    |                      |        |      |
| GB            | 16 | Jérôme Alonzo        |        |      |
| DD            | 2  | Marcos Ceará         |        |      |
| DC            | 15 | Zoumana Camara       | Averti |      |
| DC            | 6  | Mario Yepes          |        |      |
| DG            | 22 | Sylvain Armand       |        |      |
| MC            | 24 | Grégory Bourillon    | 105e   |      |
| MC            | 23 | Jérémy Clément       |        |      |
| MOD           | 20 | Clément Chantôme     | Averti | 83e  |
| MOG           | 25 | Jérôme Rothen        |        |      |
| AC            | 11 | Amara Diané          | 63e    |      |
| AC            | 9  | Pedro Miguel Pauleta | 80e    |      |
| Remplaçants : |    |                      |        |      |
| D             | 5  | Bernard Mendy        |        | 83e  |
| M             | 10 | Willamis Souza       |        | 105e |
| A             | 7  | Peguy Luyindula      |        | 80e  |
| Entraîneur :  |    |                      |        |      |
| Paul Le Guen  |    |                      |        |      |

| Arbitres du match - Arbitres assistants : - Quatrième arbitre : | Règles du match - 90 minutes. - 30 minutes de prolongations en cas d'égalité. - Tirs au but si l'égalité persiste. - Trois remplacements possibles par équipes. |

## Statistiques

### Nombre d'équipes par division et par tour
| Divisions / Manches                | 7e tour (88 matchs) | 8e tour (44 matchs) | Trente-deuxièmes de finale | Seizièmes de finale | Huitièmes de finale | Quarts de finale | Demi- finales | Finale et vainqueur |
| ---------------------------------- | ------------------- | ------------------- | -------------------------- | ------------------- | ------------------- | ---------------- | ------------- | ------------------- |
| Ligue 1 20 clubs                   | non présents        | non présents        | 20                         | 15                  | 8                   | 4                | 2             | 2 (V)               |
| Ligue 2 20 clubs                   | 20                  | 20                  | 15                         | 9                   | 5                   | 3                | 2             |                     |
| National 20 clubs                  | 14                  | 11                  | 8                          | 3                   | 2                   |                  |               |                     |
| C.F.A. 50 clubs (hors réserves)    | 28                  | 19                  | 11                         | 2                   |                     |                  |               |                     |
| C.F.A.2 106 clubs (hors réserves)  | 32                  | 14                  | 6                          | 3                   | 1                   | 1                |               |                     |
| Division d'Honneur Elite régionale | 34                  | 13                  | 4                          |                     |                     |                  |               |                     |
| Autres divisions dont Outre-mer    | 48                  | 11                  |                            |                     |                     |                  |               |                     |

### Le parcours des clubs professionnels
Les clubs de Ligue  2 font leur entrée dans la compétition lors du septième tour préliminaire. Les clubs de Ligue  1 font leur entrée dans la compétition lors des trente-deuxième de finale.
| Club (L1)              | Saison 2006-2007 | Parcours de la saison 2007-2008                                 |
| ---------------------- | ---------------- | --------------------------------------------------------------- |
| Olympique lyonnais     | 8e de finale     | Vainqueur                                                       |
| Olympique de Marseille | Finaliste        | 8e de finale - Éliminé par Carquefou (CFA2)                     |
| Toulouse FC            | 16e de finale    | 32e de finale - Éliminé par le Paris FC (National / Div. 3)     |
| Stade rennais          | 32e de finale    | 16e de finale - Éliminé par le FC Lorient (Ligue 1)             |
| Racing Club de Lens    | Quarts de finale | 32e de finale - Éliminé par les Chamois Niortais (Ligue 2)      |
| Girondins de Bordeaux  | 16e de finale    | Quarts de finale - Éliminé par Sedan (Ligue 2)                  |
| FC Sochaux             | Vainqueur        | 8e de finale - Éliminé par l'Olympique lyonnais (Ligue 1)       |
| AJ Auxerre             | 32ede finale     | 16e de finale - Éliminé par le SC Bastia (Ligue 2)              |
| AS Monaco              | 8e de finale     | 16e de finale - Éliminé par l'Olympique de Marseille (Ligue 1)  |
| Lille OSC              | 8e de finale     | 8e de finale - Éliminé par les Girondins de Bordeaux (Ligue 1)  |
| AS Saint-Étienne       | 32e de finale    | 32e de finale - Éliminé par l'AJ Auxerre (Ligue 1)              |
| Le Mans UC             | 16e de finale    | 16e de finale - Éliminé par les Girondins de Bordeaux (Ligue 1) |
| AS Nancy-Lorraine      | 32e de finale    | 16e de finale - Éliminé par Carquefou (CFA2 / Div. 5)           |
| FC Lorient             | 32e de finale    | 8e de finale - Éliminé par le FC Metz (Ligue 1)                 |
| Paris SG               | Quarts de finale | Finale - Battu par l'Olympique lyonnais (Ligue 1)               |
| OGC Nice               | 16e de finale    | 16e de finale - Éliminé par le SCO Angers (Ligue 2)             |
| Valenciennes FC        | 8e de finale     | 32e de finale - Éliminé par le FC Lorient (Ligue 1)             |
| FC Metz                | 32e de finale    | Quarts de finale - Éliminé par l'Olympique lyonnais (Ligue 1)   |
| SM Caen                | 32e de finale    | 32e de finale - Éliminé par Sedan (Ligue 2)                     |
| RC Strasbourg          | 16e de finale    | 16e de finale - Éliminé par le FC Metz (Ligue 1)                |

| Club (L2)            | Saison 2006-2007     | Parcours de la saison 2007-2008                                   |
| -------------------- | -------------------- | ----------------------------------------------------------------- |
| ESTAC                | 32e de finale        | 32e de finale - Éliminé par le Montpellier HSC (Ligue 2)          |
| CS Sedan Ardennes    | Quarts de finale     | Demi-finale - Éliminé par l'Olympique lyonnais (Ligue 1)          |
| FC Nantes            | Quarts de finale     | 16e de finale - Éliminé par Sedan (Ligue 2)                       |
| Amiens SC            | 16e de finale        | Demi-finale - Éliminé par le Paris Saint-Germain (Ligue 1)        |
| Grenoble Foot        | 32e de finale        | 8e tour préliminaire - Éliminé par le Montpellier HSC (Ligue 2)   |
| Le Havre AC          | 7e tour préliminaire | 32e de finale - Éliminé par l'OGC Nice (Ligue 1)                  |
| LB Châteauroux       | 8e tour préliminaire | 8e tour préliminaire - Éliminé par les Chamois niortais (Ligue 2) |
| Dijon FCO            | 7e tour préliminaire | Quarts de finale - Éliminé par l'Amiens SC (Ligue 2)              |
| SC Bastia            | 32e de finale        | 8e de finale - Éliminé par le Paris Saint-Germain (Ligue 1)       |
| FC Gueugnon          | 16e de finale        | 32e de finale - Éliminé par Carquefou (CFA2 / Div. 5)             |
| Stade de Reims       | 8e tour préliminaire | 32e de finale - Éliminé par l'AS Nancy-Lorraine (Ligue 1)         |
| AC Ajaccio           | 8e tour préliminaire | 8e tour préliminaire - Éliminé par l'US Marignane (CFA / Div. 4)  |
| En Avant de Guingamp | 32e de finale        | 32e de finale - Éliminé par l'Amiens SC (Ligue 2)                 |
| Stade brestois       | 7e tour préliminaire | 32e de finale - Éliminé par l'AS Monaco (Ligue 1)                 |
| Montpellier HSC      | 8e de finale         | 16e de finale - Éliminé par le FC Sochaux (Ligue 1)               |
| Chamois niortais     | 16e de finale        | 16e de finale - Éliminé par l'AC Arles (National / Div. 3)        |
| FC Libourne          | 8e de finale         | 8e tour préliminaire - Éliminé par Romorantin (National / Div. 3) |
| Clermont Foot        | 8e de finale         | 8e tour préliminaire - Éliminé par le Dijon FCO (Ligue 2)         |
| US Boulogne          | 7e tour préliminaire | 16e de finale - Éliminé par le Tours FC (National / Div. 3)       |
| SCO Angers           | 32e de finale        | 8e de finale - Éliminé par Sedan (Ligue 2)                        |